# حارة قرمان (صنعاء)
حارة قرمان هي إحدى حارات حي العفيف بمديرية السبعين إحد مديريات العاصمة اليمنية صنعاء، بلغ تعداد سكانها 362 نسمة حسب تعداد اليمن لعام 2004.